# Martin P4M Mercator
Martin P4M Mercator byl námořní hlídkový letoun postavený společností Glenn L. Martin Company. Mercator byl neúspěšný uchazeč v soutěži vyhlášené americkým námořnictvem (US Navy) na námořní hlídkový bombardér dlouhého doletu. Soutěž nakonec vyhrál letoun Lockheed P2V Neptune. Mercator zažil omezenou službu jako elektronický průzkumný letoun dlouhého doletu. Jeho největší zvláštností bylo, že byl poháněn kombinací pístových a proudových motorů.

## Vývoj a popis
Práce na Modelu 219 začaly v roce 1944. Letoun měl být náhradou za hlídkové bombardéry dlouhého doletu PB4Y Privateer a přizpůsobený pro kladení námořních min. První let letoun vykonal 20. října 1946. Letoun byl velký a složitý. Byl poháněn dvojicí 28 válcových hvězdicových motorů Pratt & Whitney R4360 Wasp Major. Ke zvýšení výkonu při vzletu a v boji letoun nesl i dva proudové motory Allison J33, které byly namontovány v zadní části zvětšených motorových gondol. Vstupy vzduchu byly vzadu pod hvězdicovými motory. Proudové motory, podobně jako u jiných letounů s touto kombinací motorů, spalovaly benzín a nikoliv letecký petrolej.
Letoun byl vybaven tříbodovým podvozkem s příďovým kolem, které bylo zatahovatelné směrem dopředu. Hlavní podvozek byl osazen vždy jedním kolem a byl zasouván do křídla bez krytu. To znamenalo, že strany kol byly vidět, i když kolo bylo zasunuto.
Letoun měl silnou obrannou výzbroj. Na nose nesl věžičku Emerson s dvojicí 20mm kanónů, na zádi měl věžičku Martin rovněž s dvojicí 20 mm kanónů a na hřbetě věžičku Martin s dvojicí kulometů 12,7 mm. Pumovnice byla podle britského vzoru dlouhá a mělká, na rozdíl od krátkých a hlubokých pumovnic používaných v amerických bombardérech. To dávalo letounu větší pružnost vzhledem k nesené výzbroji. Tato výzbroj zahrnovala dlouhá torpéda, bomby, miny, hlubinné pumy a přídavné palivové nádrže.

## Operační historie

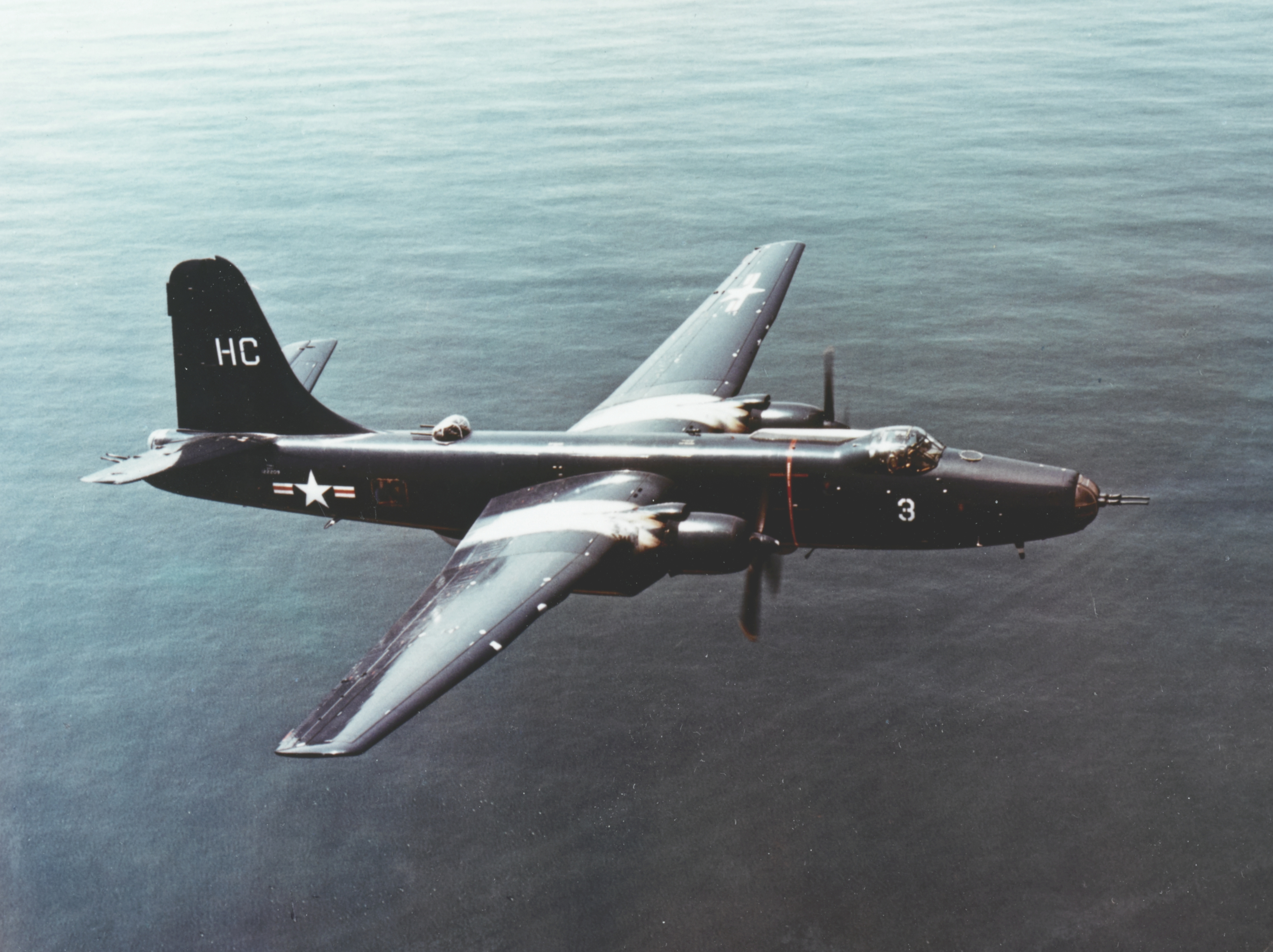
P4M-1 hlídkové letky VP-21

US Navy si místo tohoto letounu zvolila menší, jednodušší a levnější letoun P2V Neptune pro námořní hlídkovou službu. Přesto v roce 1947 objednalo 19 letounů pro kladení min ve velké rychlosti. P4M vstoupil do služby u 21. námořní průzkumné letky (VP-21) v roce 1950. Letka byla umístěna v Port Lyautey (nyní Kenitra) ve Francouzském Maroku. U letky VP-21 sloužily až do února 1953.
Od roku 1951 bylo 18 zbývajících letounů P4M upraveno pro elektronickou zpravodajskou činnost (SIGINT neboli „signals intelligence“). Letouny byly přeznačeny na P4M-1Q a nahradily letouny Consolidated PB4Y-2 Privateer. Posádka byla zvětšena na 14 mužů a později na 16, aby obsluhovala veškeré elektronické odposlouchávací zařízení. Letoun byl vybaven velkým množstvím rozličných antén.
Od října 1951 zahájily letouny elektronické výzvědné lety z americké námořní letecké základny Sangley Point na Filipínách (a později z Iwakuni v Japonsku) pod krycím označením běžné námořní hlídkové letky (VQ-1). Letouny prováděly dlouhé mise podél pobřeží Vietnamu, Číny, Koreje a Sovětského svazu v přísném utajení. Během radiové komunikace letouny běžně vystupovaly jako běžné hlídkové letouny P2V Neptune a často létaly s falešnými sériovými čísly.
Jeden Mercator byl sestřelen poblíž Šanghaje čínskými stíhačkami 22. srpna 1956, přičemž všech 16 členů posádky na palubě zahynulo. Další P4M-1Q byl napaden dvojicí severokorejských letounů MiG-17 16. června 1959. Letoun utrpěl vážné poškození a zadní střelec byl těžce zraněn. Letouny rovněž působily z Maroka (VQ-2). Jeden z nich byl zachycen poblíž ukrajinského pobřeží sovětskými MiGy. Aby jim unikl, letěl s použitím všech motorů, čímž však spotřeboval množství paliva. Letoun se nakonec zřítil do Středozemního moře, přičemž celá posádka zahynula.
Letouny Mercator byly nahrazeny stroji EA-3 Skywarrior, které byly schopné působit z letadlové lodi a tím měly i větší možnosti použití. Část povinností převzaly i větší letouny Lockheed WV-2Q Warning Star. Konečné stažení ze služby proběhlo v roce 1960 a zbývající letouny P4M byly sešrotovány.

## Varianty

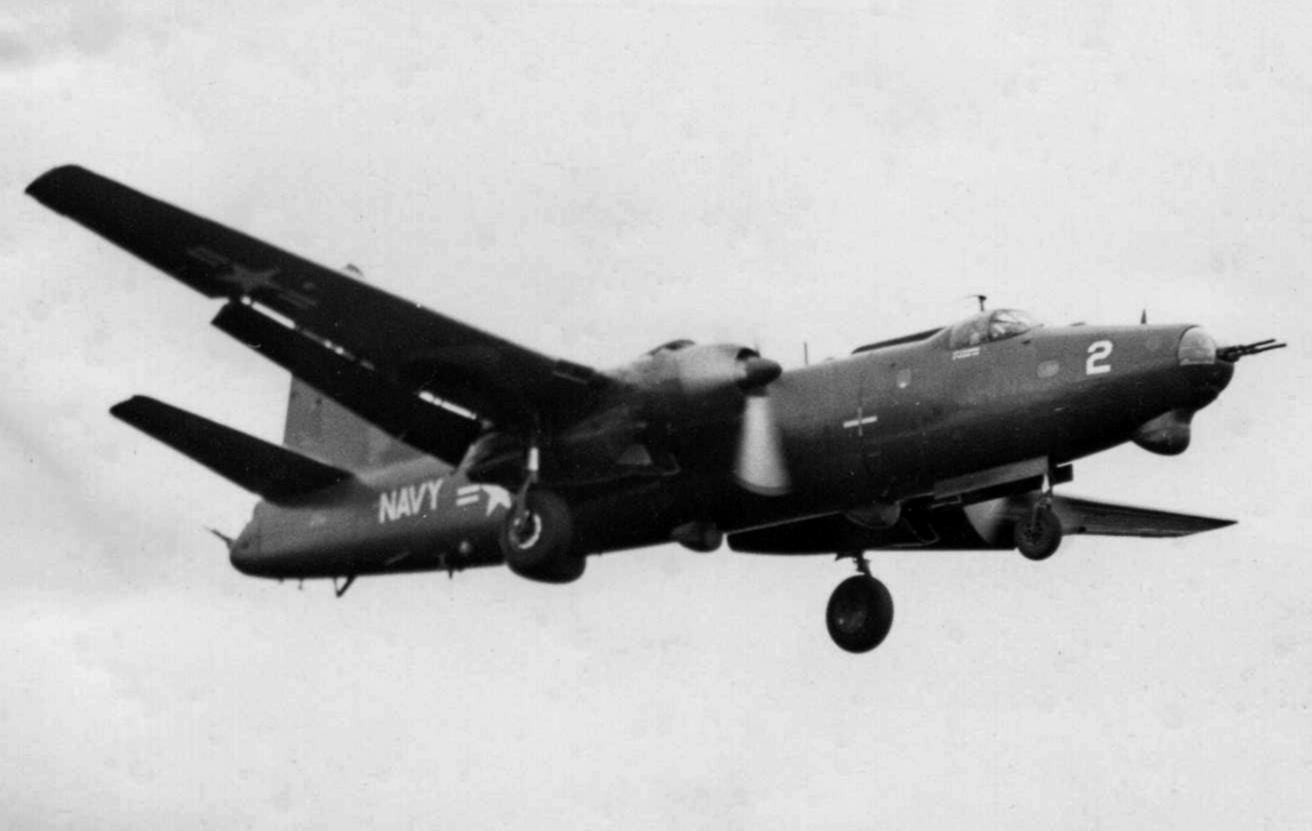
P4M-1Q Mercator patřící elektronické průzkumné letce VQ-2 v září 1956

XP4M-1
Dva prototypy letounu s dvojicí motorů R-4360-4.
P4M-1
Sériové letouny s dvojicí motorů R-4360-20A. Postaveno 19 strojů.
P4M-1Q
Přeznačené letouny P4M-1 upravené pro elektronické zpravodajství.

## Specifikace (P4M Mercator)

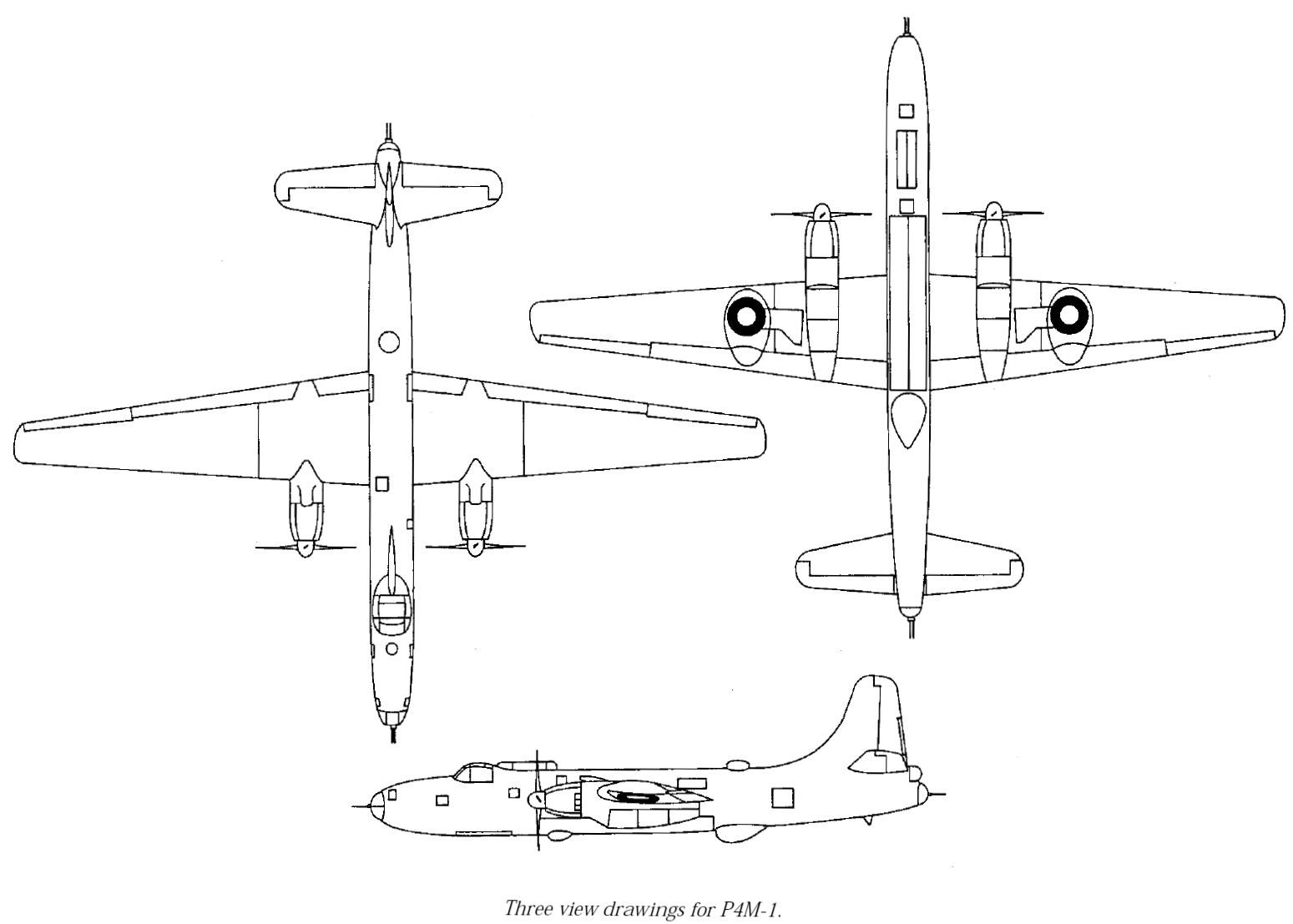
Martin P4M-1 Mercator

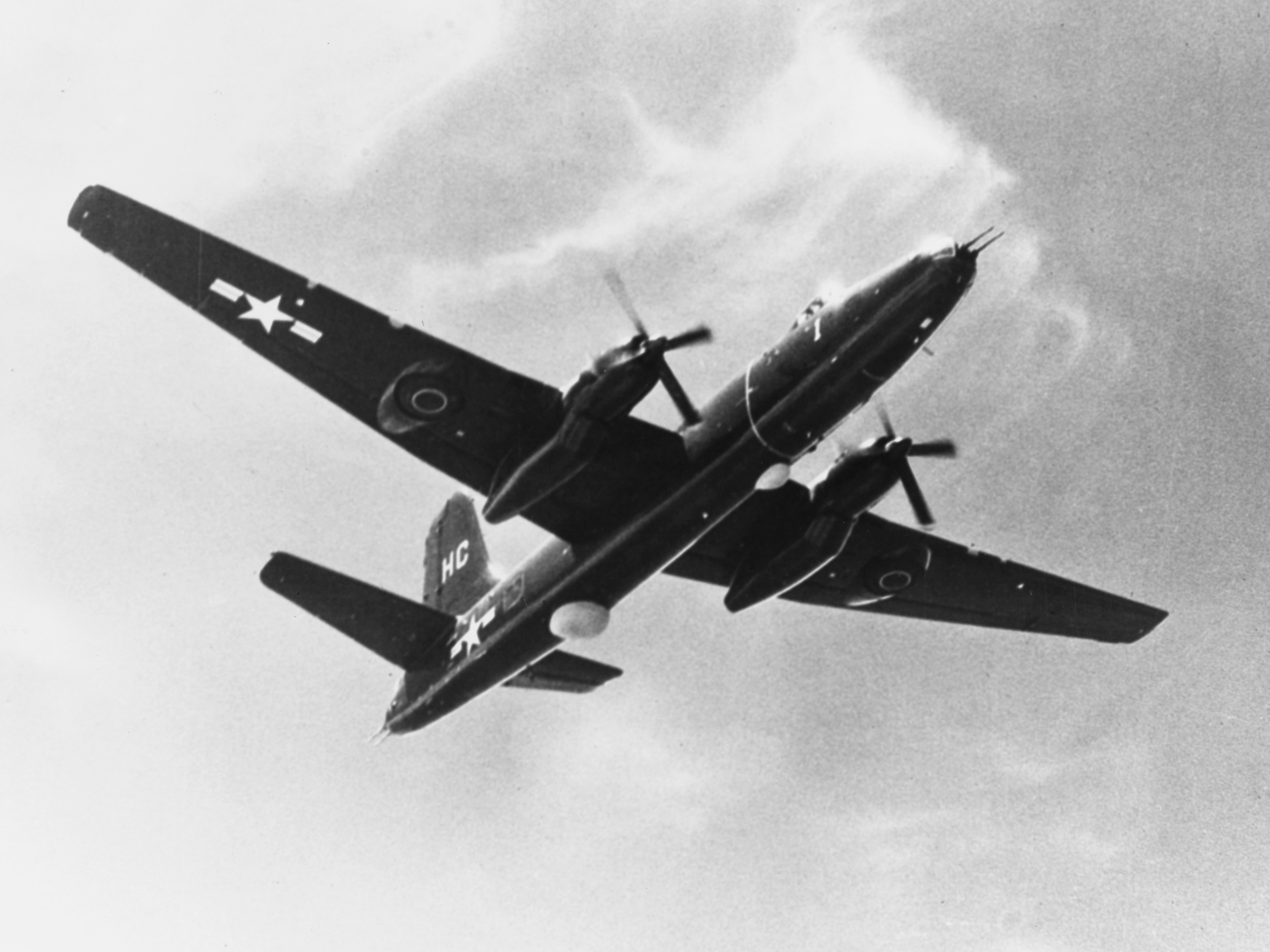
Martin P4M-1 Mercator jednotky VP-21

Technické údaje pocházejí z článku na stránkách „Vectorsite.net“.

### Technické údaje
- Posádka: 9
- Rozpětí: 34,77 m
- Délka: 25,6 m
- Výška: 7,95 m
- Nosná plocha: 122 m²
- Plošné zatížení: ? kg/m²
- Prázdná hmotnost: 22 016 kg
- Max. vzletová hmotnost : 40 085 kg
- 1. Pohonná jednotka: 2× hvězdicový motor Pratt & Whitney R-4360 Wasp Major
- Výkon 1. pohonné jednotky: 3 250 k (2 420 kW)
- 2. Pohonná jednotka: 2× proudový motor Allison J33-A-23
- Tah 2. pohonné jednotky: 20 kN

### Výkony
- Cestovní rychlost: ? km/h ve výšce ? m
- Maximální rychlost: 660 km/h (410 mph, 355 uzlů) ve výšce ? m
- Dolet: 4 570 km (2 840 mil)
- Dostup: 10 550 m (34 600 stop)
- Stoupavost: ? m/s (? m/min)

### Výzbroj
- 4× letecký kanón ráže 20 mm ve věžičkách na nose a ocase letounu
- 2× kulomet ráže 12,7 mm v hřbetní věži
- až 5 400 kg bomb, min, hlubinných pum nebo torpéd

## Uživatelé
USA
- Námořnictvo Spojených států amerických